# John Netley
John Charles Netley (* 19. Mai 1860 in Paddington, London, Vereinigtes Königreich; † 20. September 1903 in London, Vereinigtes Königreich) war ein britischer Kutscher. Es wurde behauptet, dass er an den Whitechapel-Morden beteiligt gewesen sei, die im Herbst 1888 von Jack the Ripper verübt worden waren.

## Leben
Netley wurde 1860 als zweitältestes von neun Kindern im Londoner Stadtteil Paddington geboren. Sein Vater war John Netley (1831–1912), seine Mutter hieß Mary Ann (1833–1886).
1888 war Netley ein Kutschfahrer, der besonders den Enkel der Königin Victoria, Albert Victor, Duke of Clarence and Avondale herumkutschiert hat. Er soll ihn laut Aussagen von John Sickert nach Whitechapel gefahren haben, damit Albert Victor dort ein Bordell aufsuchen konnte. Es wird behauptet, dass Netley William Gull, den Leibarzt der Königin, herumkutschiert hat, während Gull als Ripper fünf Prostituierte ermordet hat.
Laut einem Bericht in der Zeitung Marylebone Mercury and West London Gazette vom 26. September 1903 starb Netley bei einem Unfall, als das Rad seiner Kutsche einen Steinpfosten in der Londoner Park Road traf, wo sie auf die Baker Street in der Nähe von Clarence Gate im Regent’s Park trifft. Er stürzte von seinem Wagen unter die Hufe der Pferde, wo sein Kopf von einem Rad zerquetscht wurde.

## Rezeption
1976 beschuldigte Stephen Knight, Journalist des kostenlosen Docklands & East London Advertiser, in seinem Buch Jack the Ripper: The Final Solution Netley der Komplizenschaft bei den Whitechapel-Morden. John Sickert, dessen Aussage Grundlage der im Buch dargestellten Theorie war, gab 1978 zu, dass es sich dabei um einen Hoax handelte, es gibt keine Beweise dafür.
Im Fernsehfilm Jack the Ripper – Das Ungeheuer von London mit Michael Caine wird Netley von George Sweeney gespielt, wobei Netley als Kutscher von dem als Jack the Ripper dargestellten William Gull tätig ist. Netley wurde auch in der Graphic Novel From Hell als Gulls Komplize dargestellt. In dieser Version ist Netley von Gulls Plänen entsetzt und wird als halbgebildete Person beschrieben. In der gleichnamigen Filmadaptation aus dem Jahr 2001 mit Johnny Depp in der Hauptrolle wird Netley von Jason Flemyng gespielt. Netley trat auch in der fünften Episode (Das Messer, OT: The Knife) der dritten Staffel der Fernsehserie Die verlorene Welt auf, in der er Komplize von William Gull und dem Polizeiinspektor Robert Anderson war.